# Harris Huizingh
Harris Huizingh (Ter Apel, 10 februari 1963) is een voormalige Nederlandse voetballer.

## Carrière als speler
Huizingh begon zijn loopbaan bij de amateurs van STA, waar hij op zijn achtste lid van werd. Aangezien hij veel last had van wagenziekte, stopte hij vier jaar later met voetballen. Weer vier jaar later keerde hij terug bij STA en op zijn negentiende werd hij ontdekt door FC Groningen. Tijdens een testwedstrijd voor deze club won de ploeg met 3-0 en maakte Huizingh alle goals.
Op 29 april 1984 debuteerde Huizingh in het eerste elftal van Groningen, tijdens een 4-0-overwinning tegen Sparta. Pas toen hij 22 jaar oud was, kreeg hij in het seizoen 1985/86 een vaste basisplaats van trainer Han Berger. Dankzij zijn goede techniek krijgt hij al snel de bijnaam De Tovenaar van Ter Apel.
Hij maakte indruk tijdens zijn eerste seizoen in de basis, maar tot verbazing van velen vertrok Huizingh na dat seizoen naar BV Veendam. De opvolger van Berger, Rob Jacobs, vond Huizingh niet goed genoeg en hoewel hij ook naar AZ kon, koos hij voor Veendam. Na vier jaar, waarin de club twee keer degradeerde en één keer promoveerde, keerde Huizingh in 1990 terug bij FC Groningen. Dat seizoen eindigde de club, met Hans Westerhof als trainer, als derde in de Eredivisie. Na het seizoen 1990/91 wilde Leo Beenhakker Huizingh naar Ajax halen, maar Groningen wilde hem niet laten gaan. Ze vroegen een hoge transfersom en Ajax haakte af.
In de jaren die volgden kreeg Huizingh steeds vaker last van blessures. Ook de trainers volgen elkaar in snel tempo op. Na het seizoen 1998/99 vertrok Huizingh voor de tweede keer bij Groningen. Hij was al 36 jaar, maar ging nog aan de slag bij sc Heerenveen. Een jaar later werd hij de op een na oudste speler, die ooit in de UEFA Champions League heeft gespeeld. Na twee seizoenen bij Heerenveen te hebben gespeeld stopte Huizingh met voetballen.

## Carrière als trainer
In 2009 begon hij zijn trainerscarrière als assistent trainer bij SC Veendam. In 2010 werd hij tevens hoofdtrainer bij amateurclub SV Mussel, waarmee hij ook direct promoveerde. In 2011 stopte hij bij SV Mussel en SC Veendam en begon hij bij SJS.
In de zomer 2014 stapte hij over naar Valthermond en werd in zijn eerste seizoen kampioen met Valthermond in de Derde Klasse D. Huizingh werkt ook als administratief medewerker bij de politie in Assen.
Harris Huizing heeft in 2017 zijn trainers loopbaan beëindigd.

## Clubstatistieken
| Seizoen | Club          | Duels | Goals | Competitie     |
| ------- | ------------- | ----- | ----- | -------------- |
| 1983/84 | FC Groningen  | 1     | 0     | Eredivisie     |
| 1984/85 | FC Groningen  | 0     | 0     | Eredivisie     |
| 1985/86 | FC Groningen  | 31    | 7     | Eredivisie     |
| 1986/87 | SC Veendam    | 30    | 5     | Eredivisie     |
| 1987/88 | SC Veendam    | 35    | 9     | Eerste divisie |
| 1988/89 | BV Veendam    | 24    | 4     | Eredivisie     |
| 1989/90 | BV Veendam    | 34    | 11    | Eerste divisie |
| 1990/91 | FC Groningen  | 30    | 8     | Eredivisie     |
| 1991/92 | FC Groningen  | 18    | 2     | Eredivisie     |
| 1992/93 | FC Groningen  | 26    | 3     | Eredivisie     |
| 1993/94 | FC Groningen  | 24    | 4     | Eredivisie     |
| 1994/95 | FC Groningen  | 28    | 5     | Eredivisie     |
| 1995/96 | FC Groningen  | 22    | 5     | Eredivisie     |
| 1996/97 | FC Groningen  | 26    | 4     | Eredivisie     |
| 1997/98 | FC Groningen  | 29    | 4     | Eredivisie     |
| 1998/99 | FC Groningen  | 24    | 9     | Eerste divisie |
| 1999/00 | sc Heerenveen | 26    | 3     | Eredivisie     |
| 2000/01 | sc Heerenveen | 11    | 0     | Eredivisie     |
| Totaal  | Totaal        | 419   | 83    |                |

## Trainersstatistieken
| Periode     | Club        | Functie           |
| ----------- | ----------- | ----------------- |
| 2009 - 2011 | SC Veendam  | Assistent-trainer |
| 2010 - 2011 | SV Mussel   | Hoofdtrainer      |
| 2011 - 2014 | SJS         | Hoofdtrainer      |
| 2014 - 2017 | Valthermond | Hoofdtrainer      |